# TAG (가수)
TAG(본명: 손영택, 본명 한자: 孫永宅, 1998년 4월 13일 ~ )는 대한민국의 보이 그룹 골든차일드의 메인래퍼를 맡았었다.

## 학력
- 전주서문초등학교 (졸업)
- 전주예술중학교 (졸업)
- 한림연예예술고등학교 실용무용과 (졸업)

## 음반 목록

### 디지털 싱글
- 2017: 《가뭄》 (With 이장준)

### 랩, 작사, 작곡 및 프로듀싱
| 일시   | 기간     | 가수       | 음반명          | 곡명                |
| ------ | -------- | ---------- | --------------- | ------------------- |
| 2017년 | 8월 28일 | 골든차일드 | 《Gol-Cha!》    | 〈담다디〉          |
| 2017년 | 8월 28일 | 골든차일드 | 《Gol-Cha!》    | 〈네가 너무 좋아〉  |
| 2017년 | 8월 28일 | 골든차일드 | 《Gol-Cha!》    | 〈SEA〉             |
| 2018년 | 1월 29일 | 골든차일드 | 《기적 (奇跡)》 | 〈너라고 (It's U)〉 |
| 2018년 | 1월 29일 | 골든차일드 | 《기적 (奇跡)》 | 〈LADY〉            |
| 2018년 | 1월 29일 | 골든차일드 | 《기적 (奇跡)》 | 〈Crush〉           |
| 2018년 | 1월 29일 | 골든차일드 | 《기적 (奇跡)》 | 〈모든 날〉         |
| 2018년 | 1월 29일 | 골든차일드 | 《기적 (奇跡)》 | 〈I'm Falling〉     |

## 음반 외 활동 목록

### 라디오

#### 게스트
| 일시   | 기간     | 방송사        | 프로그램명                  |
| ------ | -------- | ------------- | --------------------------- |
| 2018년 | 2월 8일  | 아리랑 라디오 | 《K-Poppin'》               |
| 2018년 | 2월 14일 | KBS 쿨FM      | 《이홍기의 키스 더 라디오》 |